# 2024年パリオリンピックのサッカー競技・男子決勝
2024年パリオリンピックのサッカー競技・男子決勝は、 2024年夏季オリンピックの男子サッカー競技の金メダル受賞国を決定するサッカーの試合である。この試合は、 FIFA加盟協会の男子23歳以下（U-23）代表チームがオリンピックチャンピオンを決定するために戦う4年ごとのトーナメントであるオリンピックの男子サッカートーナメントの第26回決勝戦となった。試合は2024年8月9日にフランスのパリのパルク・デ・プランスで開催され、開催国フランスとスペインが対戦した。これは、女子サッカー競技決勝の前に行われる初のオリンピック男子サッカー決勝戦であった。
決勝戦は開催国フランスと前回大会銀メダリストのスペインの間で争われた。両チームとも、それぞれ1984年と1992年に優勝しており、2度目のオリンピックタイトルを狙っていた。フランスは、自国開催のオリンピックで優勝することで、スペインの1992年の勝利に続くことを望み、一方スペインは、UEFA EURO 2024で優勝し、オリンピックとUEFA欧州選手権で優勝した1984年のフランスの記録に続くことを望んだ。当時、フランスはパルク・デ・プランスで開催された UEFA欧州選手権1984決勝でスペインを破っていた。
結果はスペインが開催国フランスに延長戦の末5-3で勝利し、32年ぶりとなる8大会ぶり2回目の優勝となった。

## 会場
決勝戦はパリのパルク・デ・プランスで開催された。
このスタジアムは1897年にオープンし、1972年以降2度改修されており、最初は1998年FIFAワールドカップ、次にUEFA EURO 2016の会場となった。 1960年と1984年にはUEFA欧州選手権の決勝が開催されたほか、ヨーロッパのさまざまなクラブ大会の決勝戦が6回行われた。また、1938年と1998年のワールドカップ、2019年の女子ワールドカップ、前述の3つのUEFA欧州選手権の試合もここで行われた。

## 決勝までの道のり
| 順 | チーム           | 試 | 点 |
| -- | ---------------- | -- | -- |
| 1  | フランス (H)     | 3  | 9  |
| 2  | アメリカ合衆国   | 3  | 6  |
| 3  | ニュージーランド | 3  | 3  |
| 4  | ギニア           | 3  | 0  |

| 順 | チーム         | 試 | 点 |
| -- | -------------- | -- | -- |
| 1  | エジプト       | 3  | 7  |
| 2  | スペイン       | 3  | 6  |
| 3  | ドミニカ共和国 | 3  | 2  |
| 4  | ウズベキスタン | 3  | 1  |

## 試合

### 詳細
| フランス                                                 | 3 - 5 (延長) | スペイン                                                         |
| -------------------------------------------------------- | ------------ | ---------------------------------------------------------------- |
| - ミロー 11分 - アクリウシェ 79分 - マテタ 90+3分 (pen.) | レポート     | - F・ロペス 18分, 25分 - バエナ 28分 - カメージョ 100分, 120+1分 |

| フランス | スペイン |

| GK               | 16 | ギヨーム・レステ           |        |       |
| RB               | 5  | キリアン・シルディリア     |        | 111分 |
| CB               | 4  | ロイク・バデ               | 45+5分 |       |
| CB               | 2  | カステロ・ルケバ           |        |       |
| LB               | 3  | アドリアン・トリュフェ     |        | 91分  |
| DM               | 6  | クアディオ・コネ           | 36分   | 106分 |
| CM               | 12 | エンゾ・ミロー             |        | 77分  |
| CM               | 13 | ジョリス・ショタール       |        | 52分  |
| AM               | 7  | ミカエル・オリーズ         |        |       |
| CF               | 10 | アレクサンドル・ラカゼット |        | 52分  |
| CF               | 14 | ジャン＝フィリップ・マテタ |        |       |
| 控え             |    |                            |        |       |
| MF               | 8  | マグネス・アクリウシェ     |        | 52分  |
| FW               | 9  | アルノー・カリミュエンド   |        | 52分  |
| MF               | 11 | デジレ・ドゥエ             |        | 77分  |
| DF               | 15 | ブラッドリー・ロッコ       |        | 91分  |
| DF               | 17 | スングトゥ・マガッサ       |        | 106分 |
| MF               | 18 | ラヤン・シェルキ           |        | 111分 |
| 監督             |    |                            |        |       |
| ティエリ・アンリ |    |                            |        |       |

| GK               | 1  | アルナウ・テナス         |         |      |
| RB               | 2  | マルク・プビル           |         | 73分 |
| CB               | 4  | エリック・ガルシア       |         |      |
| CB               | 5  | パウ・クバルシ           |         |      |
| LB               | 3  | フアン・ミランダ         | 90+2分  | 98分 |
| CM               | 6  | パブロ・バリオス         |         |      |
| CM               | 10 | アレックス・バエナ       | 78分    | 83分 |
| RW               | 14 | アイマル・オロス         |         | 88分 |
| AM               | 11 | フェルミン・ロペス       |         | 73分 |
| LW               | 17 | セルヒオ・ゴメス         |         |      |
| CF               | 9  | アベル・ルイス           |         | 83分 |
| 控え             |    |                          |         |      |
| MF               | 16 | アドリアン・ベルナベ     | 76分    | 73分 |
| DF               | 20 | フアン・サンチェス       |         | 73分 |
| MF               | 8  | ベニャト・トゥリエンテス |         | 83分 |
| FW               | 21 | セルヒオ・カメージョ     | 120+2分 | 83分 |
| DF               | 12 | ジョン・パチェコ         | 94分    | 88分 |
| DF               | 15 | ミゲル・グティエレス     |         | 98分 |
| 監督             |    |                          |         |      |
| サンティ・デニア |    |                          |         |      |

| マン・オブ・ザ・マッチ セルヒオ・カメージョ 副審 ラファエウ・アウベス ギジェルメ・カミロ 第4審判 ダハネ・ベイダ 予備副審 ジェルソン・エミリアーノ・ドス・サントス VAR タチアナ・グスマン AVAR デビッド・クート オヴィディウ・ハツェガン | 試合ルール - 前後45分の90分ハーフ。 - 90分終了時点で同点の場合は30分の延長戦。 - 延長戦でも同点だった場合はPK戦。 - 最大5人の交代が可能。延長戦では6人目も交代可能。 - 指名された交代選手は最大7名。 - 交代の機会は最大3回まで、延長戦では4回目が認められる。 |

## 優勝国
| 2024年パリオリンピック 男子サッカー競技優勝国 |
| --------------------------------------------- |
| · スペイン · 8大会ぶり2回目                   |